# Corryocactus ayacuchoensis
Corryocactus ayacuchoensis es una especie de planta suculenta perteneciente al género Corryocactus, dentro de la familia Cactaceae. Es endémica de Perú.

## Descripción

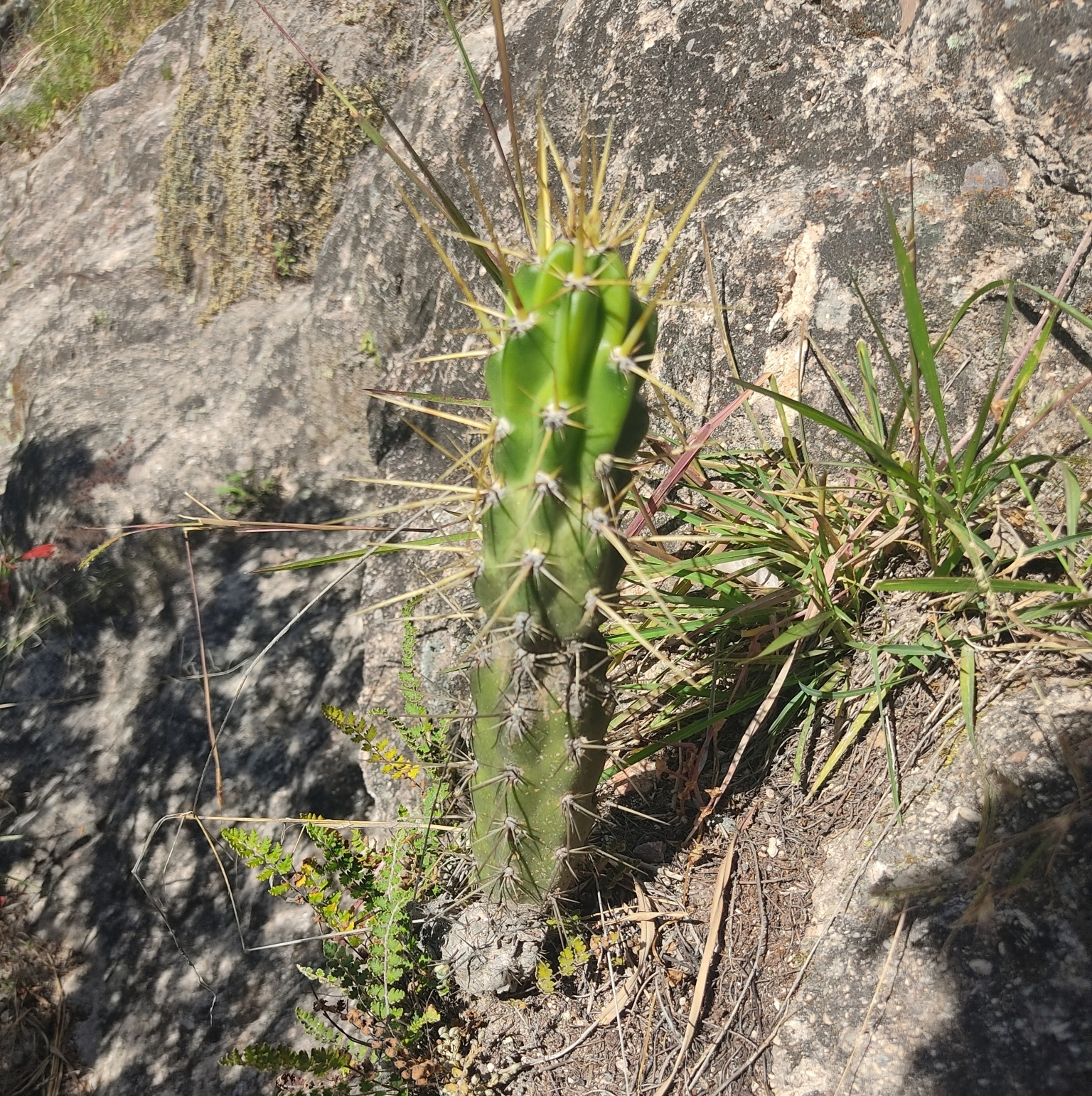
Detalle del tallo

Corryocactus ayacuchoensis es una especie de cactus arbustivo que se ramifica fuertemente desde la base. Los tallos crecen de forma erguida y miden de 1 a 2 m de alto y de 5,5 a 6,5 cm de diámetro. 
Presentan de 5 a 7 costillas, sobre las que se asientan areolas con espinas de color blanco a amarillo-marrón. Éstas contienen hasta 3 espinas centrales que miden de 3,5 a 5 cm de largo, y de 8 a 10 espinas radiales de 2 cm de longitud. 
Las flores son de color rojo anaranjado y aparecen en el ápice de los tallos. Miden de 4 a 5 cm de largo y hasta 5 cm de ancho. Los frutos son de color verdoso y alcanzan un diámetro de 2,5 a 3,5 cm. En su interior contienen semillas de color marrón negruzco.

## Distribución y hábitat

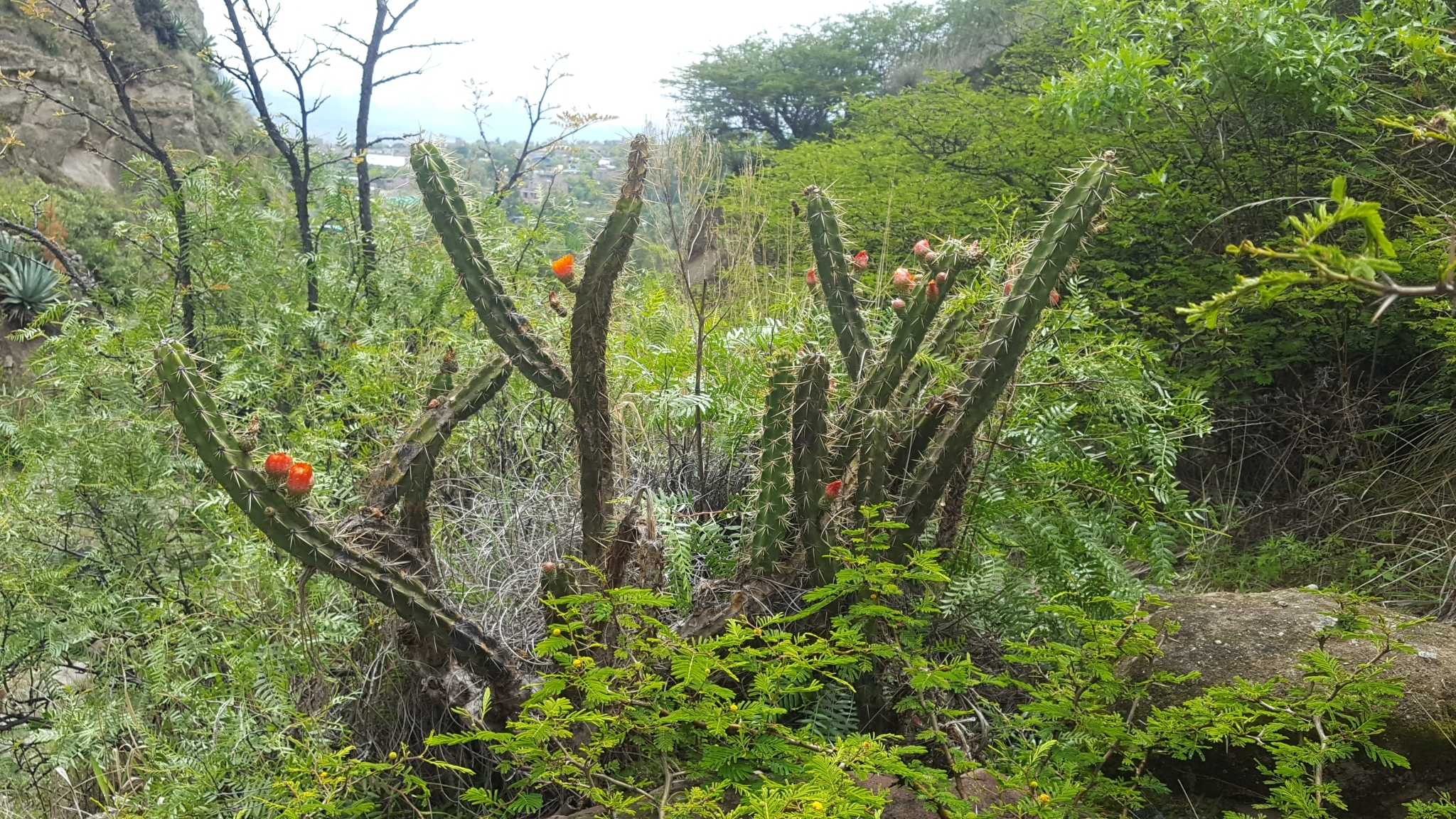
En su hábitat

El área de distribución nativa de esta especie es Perú y crece principalmente en biomas desérticos o de matorral seco, entre los 2800 y 3350 metros de altitud.

## Taxonomía
Copiapoa ayacuchoensis fue descrita por los botánicos alemanes Werner Rauh y Curt Backeberg, y publicada por primera vez en el libro Descriptiones Cactacearum Novarum Nov. 1: 12 (1956 publ. 1957).
Etimología
- Corryocactus: nombre genérico otorgado en honor a Thomas Avery Corry (1862-1942), quien como ingeniero de la compañía ferroviaria peruana Ferrocarril del Sur, ayudó a descubrir las plantas. De hecho, las primeras tres especies conocidas del género crecían cerca de la recién construida vía férrea. Además, la terminación cactus es un término latino que alude a las plantas del género Cactaceae.
- ayacuchoensis: epíteto geográfico que hace referencia al departamento peruano de Ayacucho, lugar donde se encuentra la especie.[3]

## Estado de conservación
En la Lista Roja de Especies Amenazadas de la UICN, la especie está clasificada como “En Peligro (EN)”. 
Las principales amenazas que sufre la especie se deben a la invasión humana, ya que las ciudades se expanden y las urbanizaciones amenazan su supervivencia.

## Usos
Se cultiva principalmente como planta ornamental y su propagación se realiza a través de esquejes o semillas.